# Via Combusta, або Випалений шлях
«Via Combusta, або Випалений шлях» — молодіжний, містично-фантастичний роман української письменниці з Криму — Маріанни Малини. Виданий у видавництві "Країна мрій" в 2010 році.. Дипломант конкурсу романів, кіносценаріїв і п'єс "Коронація слова - 2009".. Дія роману розгортається до подій описаних у попередньому романі "Фіолетові діти".

## Сюжет
Невідомі прямо на вулиці ловлять двох друзів: Шулю та Арсенія. Запхнувши в машину їх везуть до аеропорту. Хлопці намагаються втекти, але безрезультатно. Згодом, друзі опиняються в горах за кордоном, в таємничій школі, яка більше скидається на табір підготовки солдат. Тут Арсеній дізнається, що він має великий потенціал. Його включають до класу так званої "еліти", а Шулю в інший клас нижчих за можливостями дітей.
Арсеній дізнається багато нового та розвиває поступово власні паранормальні здібності. У ньому чомусь зацікавлена адміністрація даного закладу і не тільки вона. Таємничі особи раз на раз навідуються в школу задля хлопця. Все це якось пов'язано з його минулим, з його народженням та невідомими йому батьками.
Жорсткі порядки в школі дуже не подобаються друзям. Арсеній постійно прагне якось вибратись зі школи, але його спроби увінчуються невдачею. Проте, його сила росте і під час одного із занять він навіть здобуває перемогу над наставником та дає відсіч іншим вчителям, за що попадає у карцер. Врешті-решт хлопцю вдається вирватися, та ціною свободи стає життя друга.
Повернувшись в Україну Арсеній дізнається, що його бабця загинула в пожежі. Його приймає до себе незнайома жінка - Ангеліна, яка виявляється вчителькою в інтернаті. Проте цей інтернат також має своє таємниці. Арсеній розуміє, що йому щось не договорюють. Він здогадується, що знаходиться у центрі інтересів двох кланів. Хлопець є частиною давнього пророцтва і є певними сходами (ключем) в інші світи.
Врешті-решт його знаходять і намагаються використати, щоб відкрити прохід в інший світ ціною його життя. Проте, один з лиходіїв виявляється його батьком, який жертвує собою заради хлопця...